# I Was Born to Love You
I Was Born to Love You ist ein Lied des britischen Sängers Freddie Mercury aus dem Jahr 1985. Nach Mercurys Tod überarbeiteten Queen das Stück und veröffentlichte eine eigene Version im Jahr 1995.

## Entstehung und Veröffentlichung
Das Lied wurde vom Interpreten selbst getextet, komponiert und produziert. Bei der Produktion erhielt er Unterstützung durch den deutschen Musikproduzenten Reinhold Mack.
Die Erstveröffentlichung von I Was Born to Love You erfolgte am 8. April 1985 als Single bei CBS Records. Diese erschien als 7″-Single mit der B-Seite Stop All The Fighting (Katalognummer: A 6019). Im gleichen Jahr erschien auch eine 12″-Ausführung in den Vereinigten Staaten (Katalognummer: 44-05197). Am 29. April 1985 erschien das Lied als Teil von Mercurys Solo-Debütalbum Mr. Bad Guy.

## Musikvideos
Das Musikvideo wurde unter der Regie von David Mallet in den inzwischen abgerissenen Limehouse Studios in London gedreht. Das Video wurde von Arlene Phillips choreografiert und zeigt Mercury, wie er vor einer Spiegelwand singt, dann mit einer Frau (Debbie Ash von Hot Gossip) durch ein Haus rennt, bevor er auf einem Podium tanzt.
Für eine Wiederveröffentlichung aus dem Jahr 2004 wurde ein Video erstellt, in dem Aufnahmen von Mercurys ursprünglichem Solovideo mit Aufnahmen von Liveauftritten von Live at Wembley ’86 und seinem Solovideo Living on My Own zusammengeschnitten wurden. Dieses Video ist auf Queen Jewels und der japanischen Version des Dokumentarfilms Days of Our Lives enthalten.

## Mitwirkende
- Freddie Mercury – Gesang, Klavier, Synclavier, Synthesizer
- Curt Cress – Schlagzeug
- Reinhold Mack – Fairlight CMI, Synclavier II
- Fred Mandel – Rhythmusgitarre, Synthesizer
- Paul Vincent – Leadgitarre
- Stephan Wissnet – Bassgitarre, Fairlight CMI

## Rezeption
Der Song ist in mehreren Fernsehwerbespots erschienen, hauptsächlich in Japan. Die von Mercury aufgenommene Originalversion erschien Mitte der 1980er Jahre in der Fernsehwerbung des japanischen Kosmetikunternehmens Noevia. In Malaysia wurde das Lied mit einer anderen Abmischung von Astro in der Fernsehwerbung für die Berichterstattung über die Fußball-Weltmeisterschaft 2018 verwendet. Die von Astro über die Agentur Dentsu LHS Malaysia in Auftrag gegebene und von Pesona Pictures Indonesia erstellte Werbung enthält auch eine ungenutzte Version des Songs in der Fassung von Queen.

## Chartplatzierungen
I Was Born to Love You erreichte weltweite Chartplatzierungen, darunter Rang elf im Vereinigten Königreich, Rang 17 in Deutschland, Rang 20 in Österreich, Rang 24 in der Schweiz oder auch Rang 76 in den US-amerikanischen Billboard Hot 100.
| ChartsChartplatzierungen       | Höchstplatzierung | Wochen/ Monate |
| ------------------------------ | ----------------- | -------------- |
| Deutschland (GfK)              | 17 (13 Wo.)       | 13 Wo.         |
| Österreich (Ö3)                | 20 (1 Mt.)        | 1 Mt.          |
| Schweiz (IFPI)                 | 24 (4 Wo.)        | 4 Wo.          |
| Vereinigte Staaten (Billboard) | 76 (4 Wo.)        | 4 Wo.          |
| Vereinigtes Königreich (OCC)   | 11 (10 Wo.)       | 10 Wo.         |

## Version von Queen
Nach dem Tod von Mercury veröffentlichten die restlichen Bandmitglieder von Queen eine Coverversion zu I Was Born to Love You. An der Melodie und dem Text wurde nichts geändert, sodass Mercury weiterhin alleiniger Urheber ist. Für die Produktion zeichneten neben Mercury die drei verbliebenen Queen-Mitglieder John Deacon, Brian May und Roger Taylor verantwortlich.
Die Erstveröffentlichung der Coverversion erschien am 6. November 1995 bei Parlophone, als Teil von Queens 14. Studioalbum Made in Heaven (Katalognummer: 4835542). Am 28. Februar 1996 erschien das Lied als 3″-Single in Japan (Katalognummer: TODP-2534).
Das Lied wurde 2005 auf der Japan-Tournee von Queen und Paul Rodgers erstmals live aufgeführt. Brian May und Roger Taylor sangen den Titel akustisch. Das Lied wurde auch bei den Konzerten von Queen mit Adam Lambert in Südkorea und Japan gespielt, wobei zum ersten Mal eine komplette Liveband zum Einsatz kam.

### Musikvideo
Das Musikvideo zur Queen-Version wurde von Richard Heslop für das British Film Institute gedreht und ist in Made in Heaven: The Films enthalten. Es zeigt die Bewohner eines Sozialwohnungsblocks. Paare küssen sich, Kinder spielen, und Teenager stehlen und zerstören ein Auto in einem Schwarzweißfilm. Die Tonspur verwendet ebenfalls den Vinylschnitt.

### Mitwirkende
- Freddie Mercury – Begleitgesang, Gesang, Keyboard, Klavier
- Brian May – E-Gitarre, Keyboard
- Roger Taylor – Perkussion, Schlagzeug
- John Deacon – Bassgitarre

### Rezeption
Die Queen-Version wurde in einer Fernsehwerbung für Kirin Ichiban Shibori verwendet, einer der meistverkauften Liköre des Landes, der von der Kirin Brewery Company hergestellt wird. Im Jahr 2004 wurde es als Titelmelodie für das japanische Drama Pride mit Takuya Kimura und Yūko Takeuchi in den Hauptrollen verwendet.

### Auszeichnungen für Musikverkäufe
| Land/Region     | Auszeichnungen für Musikverkäufe (Land/Region, Auszeichnung, Verkäufe) | Verkäufe |
| --------------- | ---------------------------------------------------------------------- | -------- |
| Brasilien (PMB) | Gold                                                                   | 30.000   |
| Japan (RIAJ)    | Gold · + 2× Platin (Ringtone)                                          | 550.000  |
| Insgesamt       | 2× Gold · 2× Platin ·                                                  | 580.000  |

Hauptartikel: Queen (Band)/Auszeichnungen für Musikverkäufe